# Вевельсфлет
Вевельсфлет (нем. Wewelsfleth) — община в Германии, в земле Шлезвиг-Гольштейн. 
Входит в состав района Штайнбург. Подчиняется управлению Вильстермарш.  Население составляет 1501 человек (на 31 декабря 2010 года). Занимает площадь 24,54 км².
Коммуна подразделяется на 8 сельских округов.